# 첫 토요일 신심
첫 토요일 신심은 몇몇 성모 발현, 그중에서도 특히 파티마의 성모가 발현 목격자들을 몇 차례 방문하면서 제시한 기독교의 관습이다. 로마 가톨릭교회의 신자들은 부활 주일의 전날인 성 토요일마다 비탄에 잠겼을 예수 그리스도의 어머니 성모 마리아를 떠올리며 그녀에게 찬미를 드리고 있다. 파티마의 신자들은 첫 토요일 신심이 세상의 죄 때문에 슬퍼하는 하느님과 예수, 성모 마리아를 위로하는 데 도움이 된다고 믿는다.
가톨릭 신자들은 누구라도 혼자서 하든 여럿이서 하든 첫 토요일 신심을 실천할 수 있다. 신자들은 총 네 가지 행위를 하는데, 5개월 계속하여 매달 첫 토요일마다 고해성사를 보고, 첫 토요일에 봉헌되는 성모 신심 미사에 참석하고, 영성체를 한다. 그다음에 묵주 기도를 바친다. 보속의 고해성사는 반드시 첫 토요일에 하지 않아도 된다. 첫 토요일에 고해성사를 받기 어려운 경우 이 날을 전후하여 8일 이내에 아무 때나 고해해도 되며, 성체를 받아 모실 때 은총 상태에 있고, 또 성모 성심에 보속하고 위로하려는 지향만 갖고 있다면 좀 더 지나서 고해성사를 봐도 괜찮다. 그리고 첫 토요일에 바치는 묵주 기도 역시 보속의 지향을 가져야 하며, 최소한 15분 동안 묵주 기도를 묵상한다.5단을 바쳐야 한다.
고해성사,영성체, 묵주기도 5단 바침, 묵주기도 각신비 20분간묵상 ( 15분에서 “빛의 신비”추가로 20분간 묵상한다.)의 4가지를 지키는 것이다.
1925년 12월 10일 목요일 저녁, 파티마의 성모 발현 목격자들 가운데 유일하게 어른이 될 때까지 살아남은 루치아 수녀는 이후 스페인 폰테베드라에 있는 수녀원에 머물던 가운데 소년 예수와 성모 마리아의 방문을 받았다. 이때 성모 마리아는 날카로운 가시에 박힌 자신의 심장을 루치아 수녀에게 보여주면서 말했다:
“보아라, 나의 딸아. 내 심장은 배은망덕한 자들이 독성과 배은 행위로 매순간 찌른 가시들로 둘러싸여 있다. 모든 사람에게 알려다오. 매달 첫 토요일, 다섯 달 동안, 고해성사를 보고, 성체를 영하고, 묵주 기도를 암송하고, 묵주 기도의 15 신비를 묵상하면서 배상의 마음으로 15분간 나와 함께 머물러 있어라. 그러면 나는 그들이 임종할 때에 그들 영혼의 구원에 필요한 모든 은총으로 도와주겠다고 약속하겠다.”

## 같이 보기
- 파티마의 성모